# Wajib
Wajib (arab. واجب, dosł. tłum. Obowiązek) – palestyński dramat filmowy z 2017 roku w reżyserii Annemarie Jacir, zrealizowany w ramach koprodukcji międzynarodowej.
Film miał premierę 5 sierpnia 2017 roku w konkursie głównym na MFF w Locarno, gdzie zdobył kilka nagród. Wśród licznych późniejszych wyróżnień dla Wajib jest m.in. główna nagroda na MFF w Mar del Plata. Obraz był też oficjalnym palestyńskim kandydatem do Oscara dla najlepszego filmu nieanglojęzycznego, ale ostatecznie nie otrzymał nominacji.

## Fabuła
Rozwodnik Abu Shadi jest nauczycielem w Nazarecie. Po latach życia w Rzymie jego dorosły syn Shadi przyjeżdża, by pomóc ojcu i siostrze przygotować jej zbliżające się wesele. Jak nakazuje miejscowy zwyczaj, zaproszenia na ślub muszą być dostarczone każdemu z gości do rąk własnych. Wspólnie spędzony czas między dawno niewidzianymi ojcem i synem owocuje niechybnym spięciem między nimi.

## Obsada
- Mohammad Bakri – Abu Shadi
- Saleh Bakri – Shadi
- Rana Alamuddin – kuzynka Fadyaha
- Tarik Kopty – Abu Murad
- Monera Shehadeh – Um Murad
- Maria Zreik – Amal[4]

## Produkcja
Zdjęcia kręcono w Nazarecie.